# 드림몰

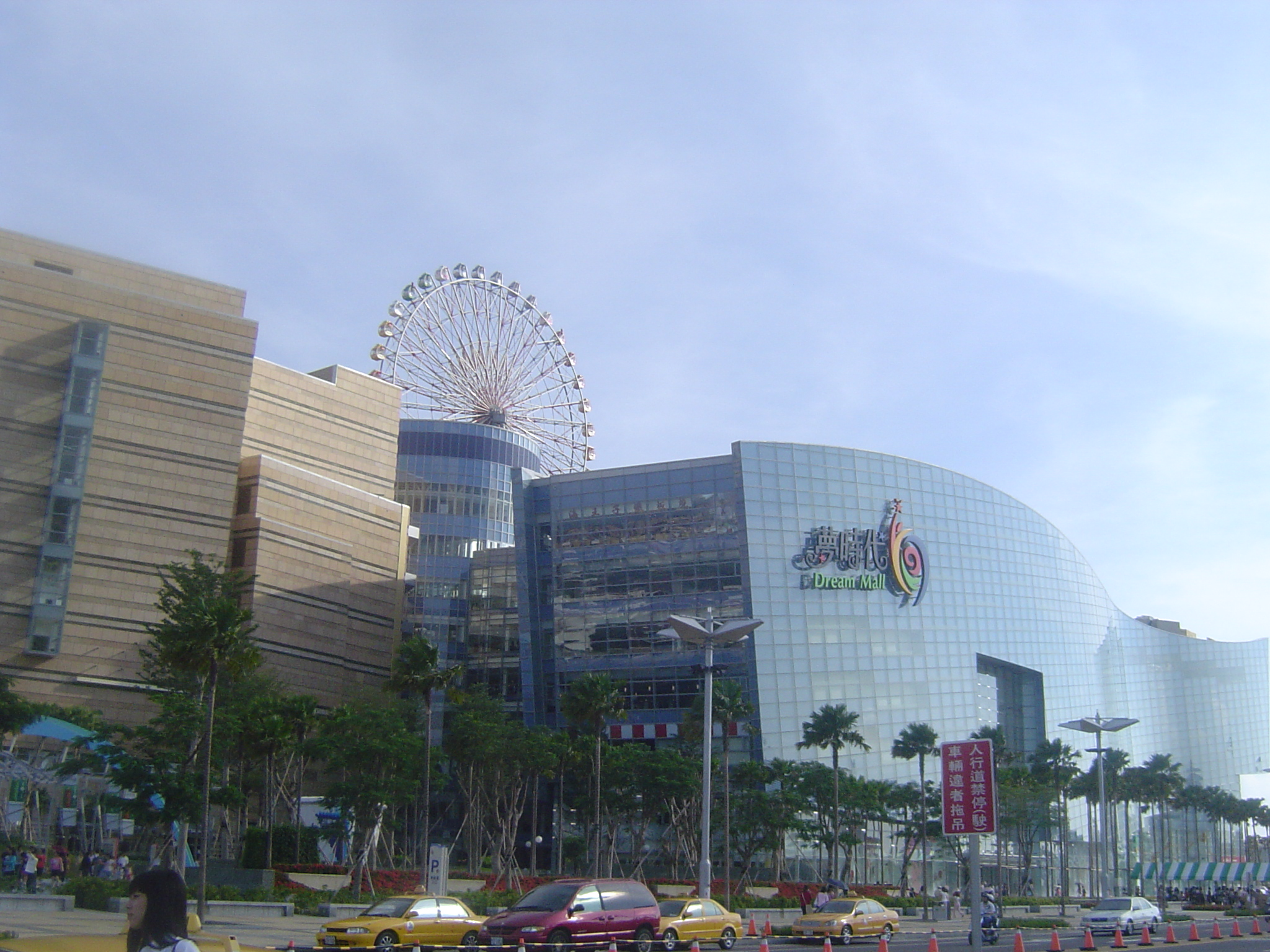
드림몰

드림몰은 타이완 가오슝에 있는 대형 쇼핑 센터이다. 2007년 5월 12일 문을 열었으며, 총 면적은 400,001m²이다. 총 11층으로 이루어져 있다.